# Bìu dái
Dái hay bìu dái là một cơ quan thuộc hệ sinh dục của các lớp động vật cao cấp như chim, thú và người. Nó là một túi da nằm dưới dương vật và chứa đựng tinh hoàn. Bìu dái là một phần của da bụng thòng xuống, nằm giữa dương vật và hậu môn. Bộ phận tương đương của bìu ở người nữ là môi lớn. Khu vực nằm ngay dưới bìu dái là đáy chậu.

## Chức năng
Chức năng của dái là giữ cho nhiệt độ của tinh hoàn thấp hơn là nhiệt độ của cơ thể nói chung. Nhiệt độ khoảng 34.4 °C là lý tưởng cho sự phát sinh và tồn trữ của tinh dịch, nhiệt độ cao hơn 36,7 °C có thể làm ảnh hưởng không tốt đến số lượng của tinh trùng. Nhiệt độ của tinh hoàn trong bìu dái được quân bình bởi sự co thắt và giãn của cơ bìu (Cremaster muscle) và lớp cân Dartos (dartos fascia), nếu nhiệt độ bên ngoài lạnh, tinh hoàn sẽ được kéo lên gần ổ bụng, nếu nhiệt độ môi trường nóng, tinh hoàn sẽ được thả lỏng xuống.
Thường thì người nam không điều khiển được cơ bìu của mình một cách trực tiếp. Sự co thắt bên trong của bắp thịt bụng dưới, cũng như sự thay đổi của áp suất trong ổ bụng, điều khiển sự di động lên xuống của tinh hoàn bên trong bìu.
Sự co thắt của những sợi cơ của lớp cân Dartos bao bọc tinh hoàn cũng hoàn toàn xảy ra một cách tự động. Da bìu trở nên dày hơn và nhăn nheo hơn là do cơ chế đó. (Tinh hoàn không trực tiếp dính vào da bìu, do đó khi cân dartos co thắt, nó trượt lên xuống trong da bìu về phía ổ bụng).